# Enrico Caruso
Enrico Caruso (Nápoles, 25 de febrero de 1873-Nápoles, 2 de agosto de 1921) fue un tenor italiano, el cantante más popular en cualquier género entre 1900 y los años 1920 y uno de los pioneros de la música grabada. Su gran éxito de ventas y una voz extraordinaria, aclamada por su potencia, belleza, riqueza de tono y técnica superlativa, le convierten en el más famoso cantante de ópera del primer tercio del siglo XX. Fue uno de los primeros ejemplos de celebridad mundial popular, familiar para millones de personas en todo el mundo a través de periódicos, revistas, libros y el novedoso cinematógrafo.  
Fue el primer artista de grabación en vender un millón de discos mundialmente. Hasta su muerte en 1921, vendió cinco millones de discos (equivalente a 89,606,715.64 en 2025).

## Biografía
Criado en Nápoles en una familia pobre de siete hijos, de los que solo tres sobrevivieron a la infancia, como su padre, a la edad de 10 años, comenzó a trabajar como mecánico arreglando fuentes públicas y luego como obrero en una fábrica de telas. Por insistencia de su madre, asistió a la escuela un tiempo, recibiendo una educación básica bajo la tutela de un sacerdote local. Se convirtió en parte del coro de la iglesia de su parroquia y su voz fue vista lo suficientemente prometedora como para intentar una carrera musical. Para recaudar dinero para su familia, empezó a actuar como cantante callejero interpretando canciones populares en la ciudad, en cafés y veladas. A los dieciocho años, se pudo comprar los primeros zapatos nuevos de su vida.
Tomó clases durante tres años con Guglielmo Vergine, e incluso aun sin dominio de la técnica vocal, ni de un instrumento logra cantar la partitura y para 1895, a la edad de 22 años, Caruso debutó en L'Amico Francesco de Domenico Morelli. Con su estilo de canto Enrico Caruso fijó un estándar, influyendo en prácticamente todos los tenores en los repertorios italianos y franceses durante muchos años. Su carrera abarcó desde 1895 hasta 1920 e incluyó un récord de 863 apariciones en la Metropolitan Opera de Nueva York. 
Cuando los Estados Unidos entraron en la Primera Guerra Mundial en 1917, enviando tropas a Europa, Caruso hizo una gran labor de caridad durante el conflicto, recolectando dinero para causas patrióticas relacionadas con la guerra dando conciertos y participando con entusiasmo en emisiones de Liberty Bond. El tenor había demostrado ser un duro hombre de negocios desde que llegó a América. Puso buena parte de sus ingresos por los derechos de grabación y honorarios por cantar en toda una serie de inversiones. El biógrafo Michael Scott escribe que para el final de la guerra en 1918, los impuestos por ingresos de Caruso ascendían a 154.000 dólares.
Antes de la Primera Guerra Mundial, Caruso se había relacionado románticamente con una soprano italiana, Ada Giachetti, que era unos pocos años mayor que él. Aunque ya estaba casada, Giachetti le dio a Caruso cuatro hijos durante su relación, que duró de 1897 a 1908. Dos sobrevivieron a la infancia: Rodolfo Caruso (1898-1947) y el cantante/actor Enrico Caruso, Jr. (1904-1987). Ada había dejado a su esposo, el empresario Gino Botti, y otro hijo precedente, para irse a vivir con el tenor. La información proporcionada en la biografía que Scott escribió sobre Caruso sugiere que fue también su maestra vocal además de su amante. Ciertas afirmaciones de Enrico Caruso, Jr. en su libro, tienden a apoyar esto. Su relación con Caruso se rompió después de once años y se separaron. Las posteriores demandas de Giachetti de demandarlo por daños y perjuicios fueron desestimadas por los tribunales.

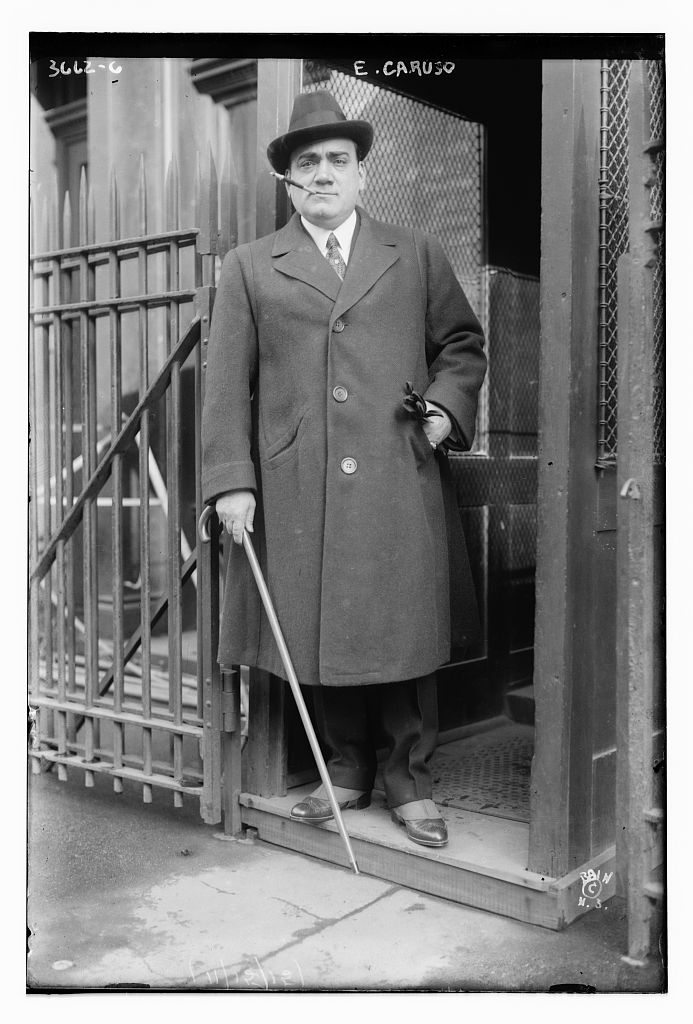
Caruso entre 1910 y 1915.

Hacia finales de la guerra, Caruso conoció y cortejó a una joven de 25 años, de la alta sociedad, Dorothy Park Benjamin (1893–1955). Era hija de un rico abogado de patentes de Nueva York. A pesar de que el padre de Dorothy lo desaprobaba, la pareja se casó el 20 de agosto de 1918. Tuvieron una hija, Gloria Caruso (1919–1999). Dorothy escribió dos biografías de Caruso, que se publicaron en 1928 y 1945. Los libros incluyen muchas de las cartas de Caruso a su esposa.
Caruso se bañaba dos veces al día, le gustaba vestir bien y la buena comida, además de ser una alegre compañía. Tuvo una amistad especialmente cercana con su compañero en el Met y el Covent Garden, Antonio Scotti – un barítono muy amigable y estiloso también napolitano. Caruso era supersticioso y habitualmente llevaba una serie de amuletos consigo cuando cantaba. Su esposa, Dorothy dijo que cuando ella lo conoció, el pasatiempo favorito de su esposo era coleccionar álbumes de recortes. También amasó una valiosa colección de sellos de correos raros, monedas, relojes y tabaqueras antiguas. Caruso era también un fumador empedernido de fuertes cigarrillos egipcios. Este hábito, combinado con la falta de ejercicio y su intenso calendario de actuaciones, una temporada tras otra en el Met, pudo haber contribuido a la persistente mala salud que afligió al tenor en el último año de su vida.

### Muerte y posteridad
Enrico Caruso murió en 1921 de una complicación de pleuresía, y fue enterrado en Nápoles, en un funeral al que asistieron miles de personas. Su cuerpo embalsamado fue colocado en un féretro de vidrio en el cementerio Del Pianto de Nápoles para que pudieran contemplarlo los dolientes. En 1929 la viuda hizo que fuera trasladado permanentemente al interior sellado de una tumba de elaborada piedra tallada.
Como curiosidad, cabe destacar que solo un filme de 1951 ha intentado retratar su figura en: El gran Caruso de Richard Thorpe, en la piel del actor y cantante estadounidense Mario Lanza, acompañado por Ann Blyth. Supone una biografía convencional pero con atractivos.

En 1986, Lucio Dalla escribiría la canción Caruso, en honor al mítico tenor, cuando este se hospedara en la habitación donde se dice que murió, contando la historia de lo pasado en aquella noche; esta canción fue versionada por Luciano Pavarotti

## Trayectoria
Cantó en muchas de las salas de ópera más importantes del mundo, incluyendo el Teatro San Carlo de Nápoles, el Teatro Cervantes (Tánger), Teatro de La Scala de Milán, el Teatro Colón de Buenos Aires, el Teatro Solís de Montevideo y el Covent Garden de Londres, aunque es más conocido por haber sido el primer tenor del Metropolitan Opera en Nueva York durante diecisiete años. El célebre director de orquesta italiano Arturo Toscanini, que dirigió algunas de las óperas que Caruso cantó en el Metropolitan, le consideraba uno de los más grandes artistas con los que había trabajado. El repertorio de Caruso era de unas sesenta óperas, casi todas cantadas en italiano, aunque también cantaba en francés y en inglés (con un fuerte acento italiano).
Asimismo, tenía un repertorio de unas quinientas canciones, desde canciones napolitanas y tradicionales de Italia hasta temas populares de la época. 
Por otro lado, fue el primer vocalista de la historia en realizar grabaciones sonoras de canciones. Durante su carrera realizó cerca de 260 grabaciones y ganó millones de dólares con la venta de sus discos de 78 rpm.
El 8 de abril de 1904, grabó Mattinata, una canción de Ruggero Leoncavallo, que se considera como la primera canción compuesta exclusivamente para ser grabada. Caruso y la industria fonográfica hicieron mucho por promoverse en las dos primeras décadas del siglo XX. Su registro de 1902 de Vesti la giubba, de Pagliacci (Payasos), de Leoncavallo, fue el primer disco de la historia con un millón de ejemplares vendidos.
Caruso grabó algunas canciones en español, como La partida, Noche feliz, A Granada y A la luz de la luna, esta última junto a Emilio de Gogorza. 
El timbre de Caruso se oscureció conforme fue envejeciendo y desde 1916 en adelante, comenzó a añadir papeles heroicos como Sansón, Juan de Leyden, y Eleazar a su repertorio. Caruso hizo una gira por Sudamérica (Argentina, Uruguay, y Brasil) en 1917 y dos años más tarde actuó en la Ciudad de México. En 1920, le pagaron lo que entonces era una cifra astronómica, 10 000 dólares estadounidenses, por cantar una noche en La Habana, Cuba.
Su trayectoria fue interrumpida por una infección pulmonar fulminante que le mató a la edad de 48 años, en el pináculo de su carrera. Caruso era cliente de Edward Bernays, un pionero de las relaciones públicas, que trabajó como su agente de prensa en los Estados Unidos.

## Repertorio de Caruso

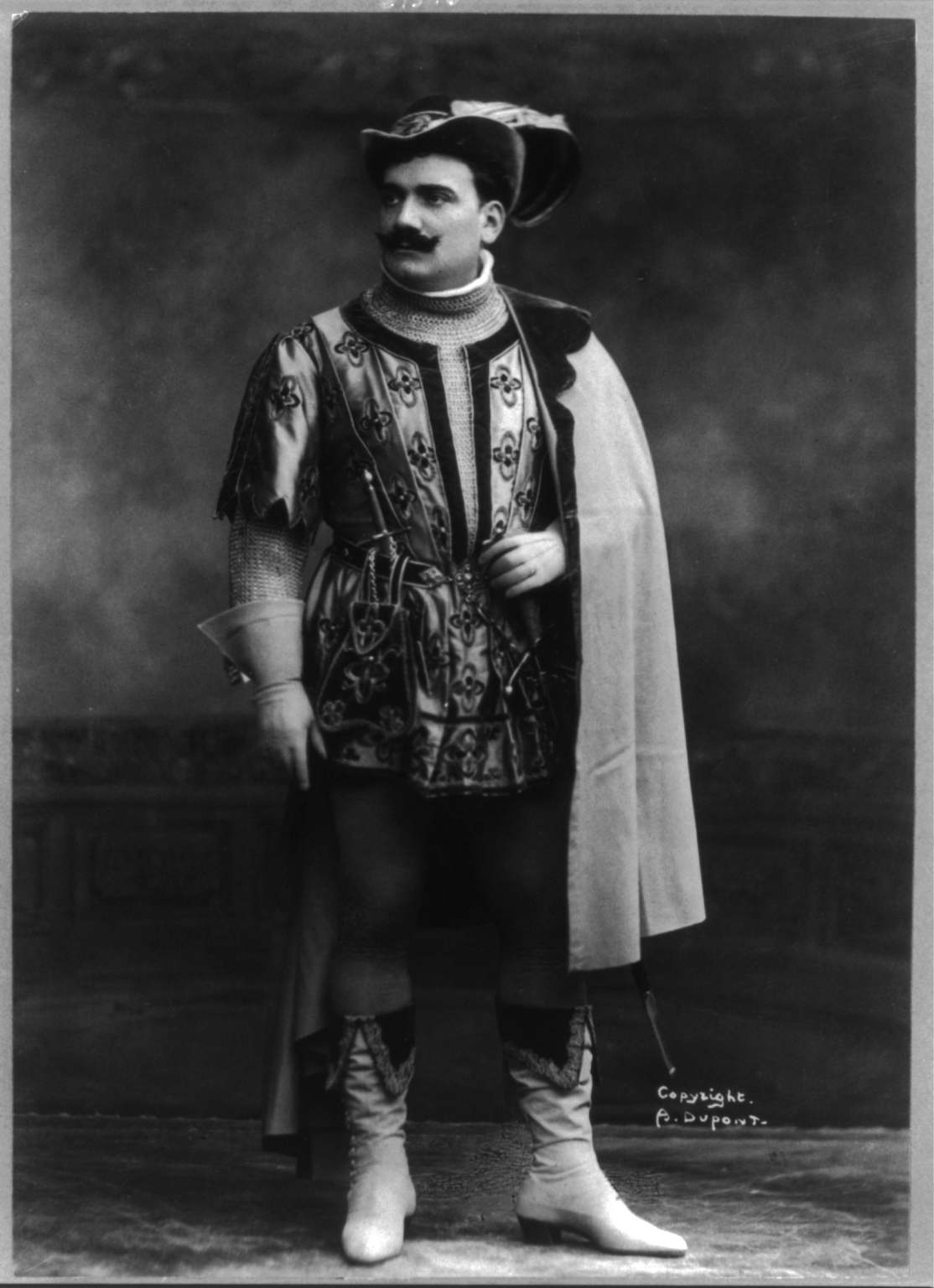
Enrico Caruso, 1908.

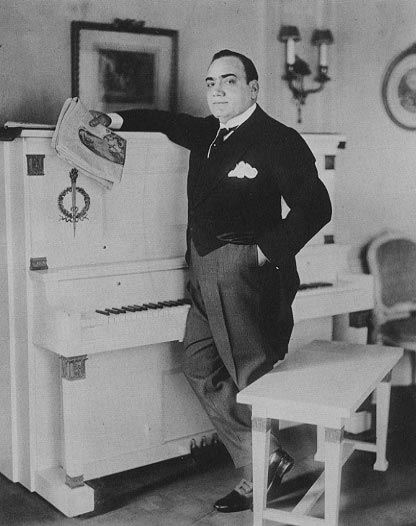
Caruso, junto a su piano en su residencia de Nueva York.

| - L'Amico Fritz (Mascagni) Nápoles, 15 de marzo de 1895 (Creación) - Faust - Caserta, 28 de marzo de 1895 - Cavalleria Rusticana - Caserta, abril de 1895 - Camoens - Caserta, mayo de 1895 - Rigoletto - Nápoles, 21 de julio de 1895 - La Traviata - Nápoles, 25 agosto de 1895 - Lucia di Lammermoor - El Cairo, 30 de octubre de 1895 - La Gioconda - El Cairo, 9 de noviembre de 1895 - Manon Lescaut - El Cairo, 15 de noviembre de 1895 - I Capuletti e i Montecchi - Nápoles, 7 de diciembre de 1895 - Malia - Trapani, 21 de marzo de 1896 - La Sonnambula - Trapani, 24 de marzo de 1896 - Marriedda - Nápoles, 23 de junio de 1896 - I Puritani - Salerno, 10 de septiembre de 1896 - La Favorita - Salerno, 22 de noviembre de 1896 - A San Francisco - Salerno, 23 de noviembre de 1896 - Carmen - Salerno, 6 de diciembre de 1896 - Un Dramma in vendemmia - Nápoles, 1 de febrero de 1897 - Celeste - Nápoles, 6 de marzo de 1897 (Creación) - Il Profeta Velato - Salerno, 8 de abril de 1897 - La Bohème - Livorno, 14 de agosto de 1897 - La Navarraise - Milán, 3 de noviembre de 1897 - Il Voto - Milán, 10 de noviembre de 1897 (Creación) - La arlesiana - Milán, 27 de noviembre de 1897 (Creación) - Pagliacci - Milán, 31 de diciembre de 1897 - De Eduardo di Capua - O Sole Mio - La Boheme (Leoncavallo)- Génova, 20 de enero de 1898 - Les Pêcheurs de Perles - Génova, 3 de febrero de 1898 - Hedda - Milán, 2 de abril de 1898 (Creación) - Mefistofeles - Fiume, 4 de marzo de 1898 - Sapho - Trento, 3 de junio de 1898 - Fedora - Milán, 17 de noviembre de 1898 (Creación) - Iris - Buenos Aires, 22 de junio de 1899 - La Reine de Saba - Buenos Aires, 4 de julio de 1899 - Yupanki - Buenos Aires, 25 de julio de 1899 - Aida - San Petersburgo, 3 de enero de 1900 - Un Ballo in maschera - San Petersburgo, 11 de enero de 1900 - Maria di Rohan - San Petersburgo, 2 de marzo de 1900 - Manon - Buenos Aires, 28 de julio de 1900 - Tosca - Treviso, 23 de octubre de 1900 | * Le Maschere - Milán, 17 de enero de 1901 (Creación) - L'Elisir d'Amore - Milán, 17 de febrero de 1901 - Lohengrin - Buenos Aires, 7 de julio de 1901 - Germania - Milán, 11 de marzo de 1902 (Creación) - Don Giovanni - Londres, 19 de julio de 1902 - Adriana Lecouvreur - Milán, 6 de noviembre de 1902 (Creación) - Lucrezia Borgia - Lisboa, 10 de marzo de 1903 - Les Huguenots - Nueva York, 3 de febrero de 1905 - Martha - Nueva York, 9 de febrero de 1906 - Madama Butterfly - Londres, 26 de mayo de 1906 - L'Africaine - Nueva York, 11 de enero de 1907 - Andrea Chenier - Londres, 20 de julio de 1907 - Il Trovatore - Nueva York, 26 de febrero de 1908 - Armide - Nueva York, 14 de noviembre de 1910 - La Fanciulla del West - Nueva York, 10 de diciembre de 1910 (Creación) - Julien - Nueva York, 26 de diciembre de 1914 - Pagliacci- Tucumán 1915 - Samson et Dalila - Nueva York, 24 de noviembre de 1916 - Lodoletta - Buenos Aires, 29 de julio de 1917 - Le Prophète - Nueva York, 7 de febrero de 1918 - L'Amore dei Tre Re - Nueva York, 14 de marzo de 1918 - La Forza del Destino - Nueva York, 15 de noviembre de 1918 - La Juive - Nueva York, 22 de noviembre de 1919 |

## Muestras musicales
Selección de algunos trozos de óperas y canciones interpretadas por Enrico Caruso.
Over There
Caruso singing the popular World War I song by George M. Cohan.

### Citas
1. ↑  Guinness World Records  https://www.guinnessworldrecords.com/world-records/first-million-seller-record
2. ↑  «Enrico Caruso». Library of Congress, Washington, D.C. 20540 USA. Consultado el 2 de abril de 2025.
3. ↑  Scott, 1991, p. 168.
4. ↑  Caruso Love Letters Reveal Passion Behind a Life of Epic Operatic Drama Archivado el 25 de mayo de 2005 en Wayback Machine. Artículo de 2005 que describe la voluminosa correspondencia entre Caruso y Giachetti.
5. ↑  Orlando Barone, Caruso Mysteries Archivado el 25 de julio de 2011 en Wayback Machine., artículo escrito para la lista de discusión de Opera-L 21 de febrero de 1996, página consultada el 29 de octubre de 2010.
6. ↑  Caruso Jr., p. 338.
7. ↑  Wah Keung Chan, The Voice of Caruso de La Scena Musicale Vol. 7, No. 7 en línea, página consultada el 6 de noviembre de 2010.
8. ↑  Caruso Jr. describe la relación de su padre con Giachetti con gran detalle. Jackson (1973) y Scott (1988) también contienen amplia información sobre esta relación.
9. ↑  Gloria Caruso Murray, 79, Artist and Tenor's Daughter, William H. Honan, The New York Times, 18-12-1999
10. ↑  Dorothy Caruso, Enrico Caruso: His Life and Death. Simon and Schuster, Nueva York, 1945. La señora Caruso enumeró estos hechos en parte para satisfacer la curiosidad pública y en parte para disipar mitos y rumores sobre su esposo.
11. ↑  Pierre Key, Enrico Caruso, a Biography escrita por el asistente personal de Caruso, Bruno Zirato. Little, Brown & Co, Boston, 1922.
12. ↑  Stanley Jackson, Caruso. Stein & Day, 1972.
13. ↑  Scott, 1991, p. 181.
14. ↑  "Yo fui capaz de hacerlo gracias a la ayuda de la televisión, la radio, los medios y todo tipo de apoyos. La popularidad que Caruso disfrutó sin el apoyo de la tecnología moderna es sorprendente." Beverly Sills, Enrico Caruso: The Voice of the Century (A & E Biography, 1998).

Bibliografía
- Key (Pierre V.R.) & Zirato (Bruno) : "Enrico Caruso. A Biography" (Boston, Liitle, Brown, and Company, 1922, 455 Págs., ill.).
- Caruso (Dorothy): "Enrico Caruso. His Life and Death" (London, T. Werner Laurie Limited, 1946, 312 Págs., ill.).
- Gara (Eugenio): "Caruso. Storia di un emigrante" (Milano, Cisalpino-Goliardica, 1947, 285 Págs., ill.).
- Freestone (John) & Drummond (H.J.): "Enrico Caruso. His Recirded Legacy" (London, Sidgwick and Jackson, 1960, 130 Págs.).
- Blanco (Eumenio): "El inmortal Enrico Caruso" (Edición al cuidado de Armando Del Moral, Orbe Publications, Inc, Hollywood 38, California, 1954, 61 Págs., ill.).
- Mouchon (Jean-Pierre):"Particularités physiques et phonétiques de la voix enregistrée de Caruso", prefacio Prof. André Appaix (Marseille, Le Sud Médical et Chirurgical, 99° año, n°2509, 31 de octubre de 1964, Págs. 11.812-11.829).
- Mouchon (Jean-Pierre): "Enrico Caruso. 1873-1921. Sa vie et sa voix. Étude psycho-physiologique, physique, phonétique et esthétique" (Langres, Imprimerie du Petit-Cloître, 1966, 106 Págs., ill.).
- Pituello (Luciano): "Caruso a Milano" (Milano, Associazione Amici del Museo Teatrale alla Scala, 1971, 16 Págs., ill.).
- Jackson (Stanley): "Caruso" (New York, Stein and Day, 1972, 302 Págs., ill.).
- Tortorelli (Vittorio): "Enrico Caruso nel centenario della nascita" (Rimini, Artisti Associati, 1973, 189 Págs., ill.)
- Mouchon (Jean-Pierre): "Enrico Caruso. Hils Life and Voice" (Gap & Paris, Éditions Ophrys, 1974, 77 Págs., ill.).
- Mouchon (Jean-Pierre): "Enrico Caruso. L'homme et l'artiste", 3 vol. (Paris-Sorbonne, tesis doctoral, 1978, 1605 Págs., ill. Atelier national de reproduction des thèses, Université de Lille III, 9, rue A. Angellier 59046 Lille;  Paris, Ediciones Didier ed., microfichas).
- Greenfeld (Howard): "Caruso" (New York, Da Capo paperback, 1984,  275 Págs., ill.).
- Pituello (Luciano, bajo la dirección de):"Un grande museo per un grande Enrico Caruso" (Cologno Monzese, Silvia Editrice, 1987,  Págs pp., ill.).
- Caruso (Enrico Jr) & Farkas (Andrew): "Enrico Caruso. My Father and My Family" (Portland, Oregon, Amadeus Press, 1990,  724 Págs., ill.).
- Mouchon (Jean-Pierre): "Chronologie de la carrière artistique du ténor Enrico Caruso" (Marseille, Académie régionale de chant lyrique, 1992, 423 Págs., ill.).
- Pituello (Luciano):  "Caruso. Mille volti di un uomo moderno" (Milano, Finespo srl,"Associazione Museo Enrico Caruso", 1993, 119 Págs.,ill.).
- Rivero (Pedro Eduardo):" Caruso en la Argentina"(Buenos Aires, Editorial Universitaria de Estudios Avanzados, Fundacón Universitaria de Estudios Avanzados, 1994, 345 Págs., ill.).
- Vaccaro (Riccardo): "Caruso", prefacio de Dr. Ruffo Titta Jr. (Napoli, Edizioni Scientifiche Italiane,  1995,  466 Págs., ill.).
- Laurens (Jean): "Caruso. Son âme. Ses techniques. Sa voix", prefacio de Jacqueline Bonnardot (Paris, La Pensée Universelle, 196 Págs.)
- Rivero (Pedro E.): "Enrico Caruso. Crónicas rioplatenses" (Buenos Aires, Ediciones Dunken, 1997, 108 Págs, ill.).
- Rivero (Pedro E.): "Enrico Caruso. Arte y Enfermedad" (Buenos Aires, Laboratorios Fabra, 1997,  50 Págs., ill.).
- Rossini (Paolo): " Voci d'Opera-Enrico Caruso" (Milano, Ricordi, 2003, 83 Págs., ill.)
- Pituello (Luciano): "1977-2007 30 anni di vita dell' Associazione Museo Enrico Caruso. Centro studi carusiani e Le canzoni di Enrico Caruso con CD allegato" (Milano, Associazione Museo Enrico Caruso,  2007, 100 Págs., ill.).
- Mouchon (Jean-Pierre): "Enrico Caruso. L'homme et l'artiste”, 2 vol. ( Marseille, Terra Beata. Société littéraire et historique, 2011, 1359 Págs., ill., 2 libros, un CDRom, también en línea: https://web.archive.org/web/20130515231250/http://enrico-caruso.dyndns.org/